# Pomatoschistus pictus

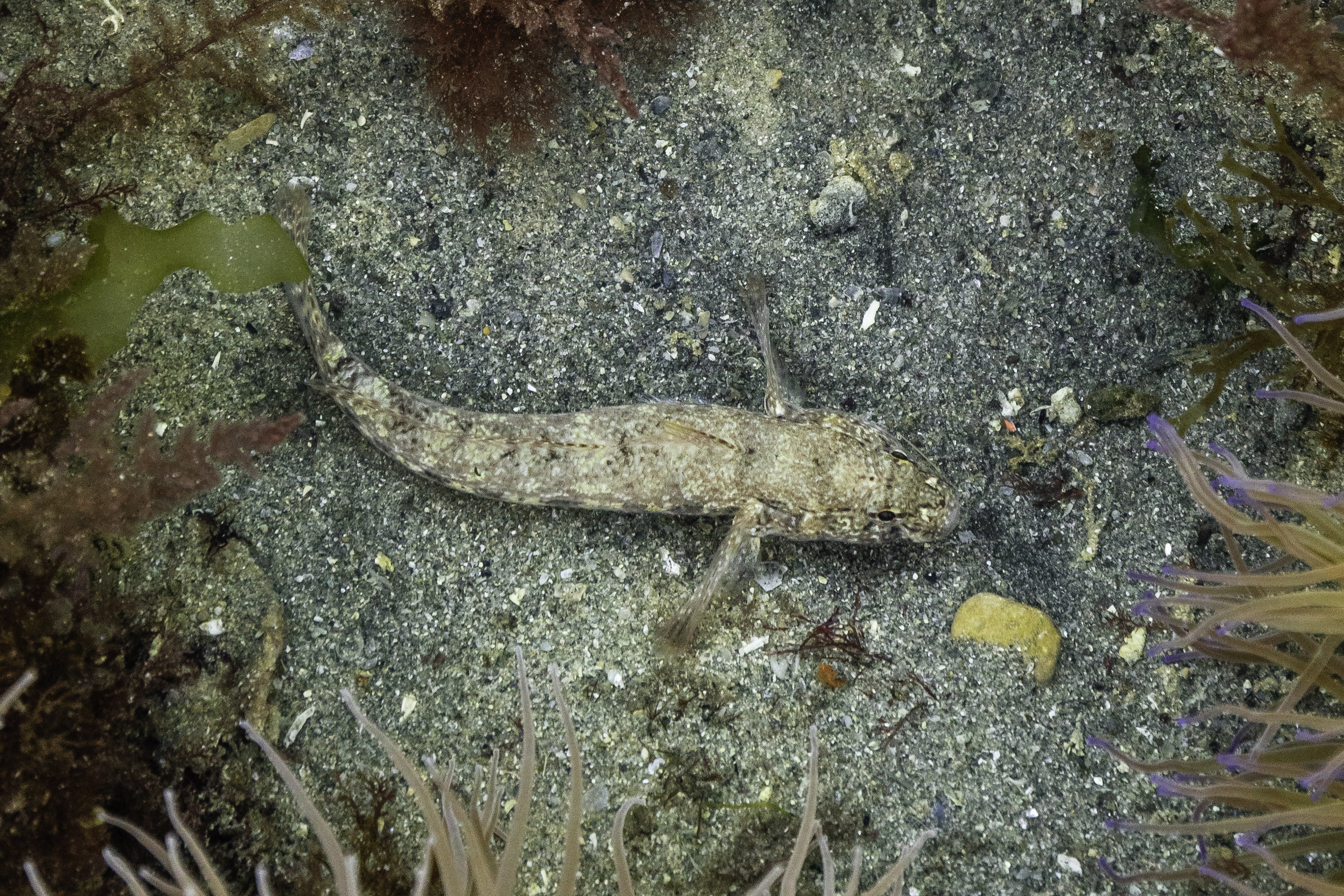
Ejemplar en la costa atlántica de Portugal.

Pomatoschistus pictus es una especie de peces de la familia de los Gobiidae en el orden de los Perciformes.

## Morfología
Los machos pueden llegar a alcanzar los 6 cm de longitud total.

## Distribución geográfica
Se encuentra desde Noruega hasta la península ibérica, las Islas Canarias y el Mar Mediterráneo.

## Observaciones
Es inofensivo para los humanos.